# Xihua
För andra betydelser, se Xihua (olika betydelser).
Xihua är ett härad som lyder under Zhoukous stad på prefekturnivå i Henan-provinsen i norra Kina.
1. ↑  http://www.geohive.com/cntry/cn-41.aspx